# Ipalla
Ne doit pas être confondu avec Ipala.
Ipalla est une localité située dans le département de Korsimoro de la province du Sanmatenga dans la région Centre-Nord au Burkina Faso.

## Économie
L'agro-pastoralisme est l'activité principale du village.

## Éducation et santé
Le centre de soins le plus proche de Ipalla est le centre de santé et de promotion sociale (CSPS) de Korsimoro tandis que le centre hospitalier régional (CHR) se trouve à Kaya.
Ipalla possède une école primaire publique.